# Krångetören
Krångetören is een Zweeds eiland behorend tot de Lule-archipel; het ligt  aan de zuidoostkant van het eiland Sandön. Het eiland heeft geen oeververbinding. Het is niet bebouwd.